# شام (سرزمین)

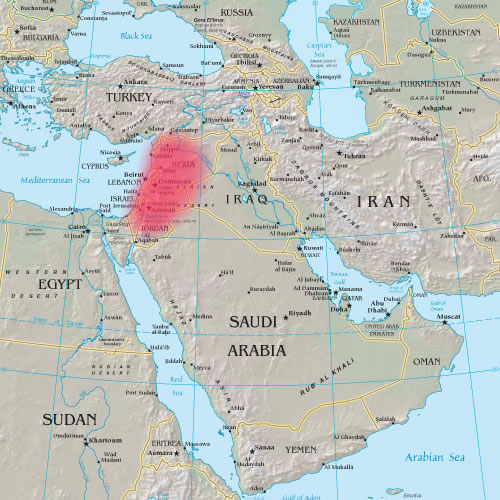
قرمز: سرزمین شام (شرق طالع).

شام یا شامات اصطلاحی تاریخی جغرافیایی است که به منطقه‌ای کمابیش گسترده گفته می‌شود در جنوب غرب آسیا که از شمال به رشته‌کوه‌های توروس، از جنوب به صحرای عرب، از خاور به میانرودان و از باختر به دریای مدیترانه محدود است. در هزارهٔ دوم پیش از میلاد به این مکان به‌ویژه نواحی جنوبی آن، کنعان می‌گفتند.
این منطقه دربرگیرنده سرزمین‌هایی است که امروزه کشورهای سوریه، اردن، لبنان، فلسطین، قبرس، بخش‌هایی از جنوب ترکیه و شرق مصر در آن جای دارند. گاهی بخش‌هایی از غرب عراق را نیز جزو سرزمین شام به‌شمار می‌آورند.
از شهرهای مهم سرزمین شام می‌توان به دمشق، انطاکیه، حلب اشاره کرد.
این سرزمین در زمان ابوبکر ضمیمهٔ قلمرو اسلام گشت و پس از خلفای راشدین تا روزگار عباسیان جزئی از قلمرو اسلامی بوده، در زمان خلافت امویان (۷۵۰–۶۶۱ میلادی) شهر دمشقِ آن مرکز خلافت اسلامی نیز بود.

## سال‌شمار در دوران سلوکیان و اشکانیان
- در سال‌های ۶۷ تا ۶۳ پیش از میلاد، پومپه سردار رومی، سوریه و ارمنستان را فتح کرده و آخرین پادشاه سلوکیان را از سلطنت عزل می‌نماید. جمهوری روم همسایهٔ پادشاهی اشکانی می‌شود.[۶]
- در سال ۵۱ پیش از میلاد ارتش اشکانیان به سوریه حمله می‌کند.[۶]
- در سال ۲۰ پیش از میلاد، درفش رومیان بازگردانده می‌شود.∗ آناتولی و سوریه توسط دولت اشکانی به روم پس داده می‌شود.[۶]

## پیشینه
سرزمین شام از سپیده‌دم تاریخ گهوارهٔ تمدن بوده است. تمدن‌هایی چون تمدن آرامیان، سریانیان، کنعانیان، فنیقیان، هوریان، اموریان و بسیاری دیگر در این سرزمین پدید آمده‌اند و کتاب تاریخ را ستبرتر کرده‌اند.

### روزگار محمّد
محمّد، پیامبر اسلام، برای منطقهٔ شام اهمیت قائل بود چنان‌که یک بار سپاهی سه‌هزارنفری به فرماندهی جعفر بن ابی‌طالب و زید بن حارثه و عبدالله بن رواحه به‌سوی موته در جنوب شام فرستاد (غزوهٔ مؤته). مسلمانان راه به جایی نبرده و تنها توانستند پس از کشته‌شدن فرماندهان خود به مدینه بازگردند. اقدام بعدی محمّد نسبت‌به این منطقه، عملیات تبوک بود که به‌جز بستن چند قرارداد با برخی قبایل عربی، درگیری خاصی با رومیان دربرنداشت. محمّد در آخرین روزهای حیات خویش سپاه دیگری به فرماندهی اسامة بن زید سامان داد که تنها پس از مرگ او عازم شام شد و بدون نتیجهٔ خاصی بازگشت. همهٔ این رخدادها نشانگر اهمیت شام در نگاه محمّد است که طبیعی هم بود، چرا که منطقهٔ شامات به مدینه (مرکز حکومت محمّد و سپس راشدین) نزدیک‌تر بوده، مسلمانان با آن آشنایی داشتند. بعدها معلوم شد که شام برای خلفا هم اهمیتی بیش از عراق دارد.

### روزگار امویان
در روزگار امویان دمشق مرکز حکومت امویان بود.

## یادداشت
1. ^  رومیان از دست دادن درفش خود را ننگی شوم و شکستی سنگین می‌دانستند.